# 2858 Carlosporter
2858 Carlosporter este un asteroid din centura principală, descoperit pe 1 decembrie 1975 de Herbert Wroblewski.